# Băng trôi

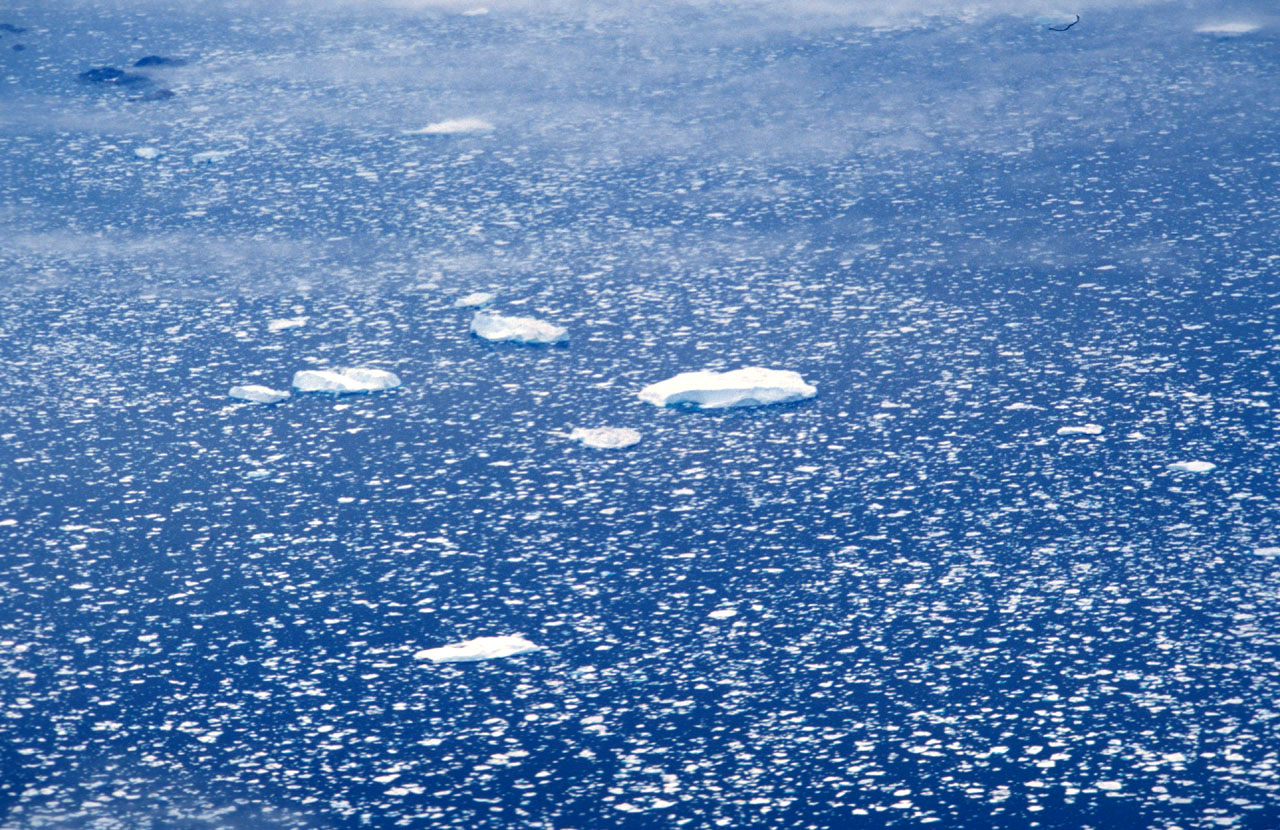
Băng trôi, Greenland

Băng trôi là một loại băng biển. Loại còn lại là băng cố định (là loại băng tiếp xúc với bờ biển, cát ngầm). Băng trôi di chuyển trên mặt biển nhờ gió và dòng hải lưu. Khi nhiều băng trôi đi cùng một khối băng lớn (với mật độ che phủ > 70%), chúng được gọi là một tảng băng. Gió và dòng hải lưu có thể tác động lên băng trôi để tạo thành những sườn núi cao vài mét. Băng trôi gây khó khăn đối với tàu phá băng, các công trình ngoài khơi hoạt động ở vùng biển lạnh.
Băng trôi bao gồm các mảnh băng biển rộng 20 mét (66 ft) hoặc rộng hơn. Mảnh được phân loại theo kích thước: nhỏ - 20 mét (66 ft) đến 100 mét (330 ft); trung bình - 100 mét (330 ft) đến 500 mét (1.600 ft); lớn - 500 mét (1.600 ft) đến 2.000 mét (6.600 ft); rất lớn - 2 kilômét (1,2 mi) đến 10 kilômét (6,2 mi); và khổng lồ - hơn 10 kilômét (6,2 mi).
Băng trôi ảnh hưởng đến:
- An ninh hàng hải
- Tác động khí hậu
- Tác động địa chất
- Ảnh hưởng đến sinh quyển (xem Sinh thái học băng biển)

Băng trôi tác dụng lực rất lớn khi đâm vào các công trình trên biển, có thể làm lệch trục, phá hủy chân vịt, làm đứt gãy các mỏ neo của tàu, phá hỏng cầu tàu. Các cấu trúc tàu này phải được thiết kế để có thể thu vào trong tàu hoặc tháo rời ra để tránh gây nên thiệt hại. Tàu còn có thể bị mắc kẹt giữa các tảng băng trôi.
Hai khối băng chính là tảng băng Bắc Cực và tảng băng Nam Cực. Các tảng băng ở hai cực này thay đổi đáng kể về kích thước tuân theo chu kỳ mùa trong năm. Do một lượng lớn nước được thêm/thoát liên tục khỏi đại dương và bầu khí quyển theo chu kỳ, sự hẹp lại hay mở rộng khối băng vùng cực có tác động đáng kể đến khí hậu trên Trái Đất.
Băng trôi theo mùa ở Biển Okhotsk (bờ biển phía bắc của Hokkaidō, Nhật Bản) đã trở thành một điểm thu hút khách du lịch của khu vực này. Biển Okshotsk là khu vực xa nhất tính từ Bắc Bán cầu, nơi có thể quan sát được băng trôi.

## Hình ảnh

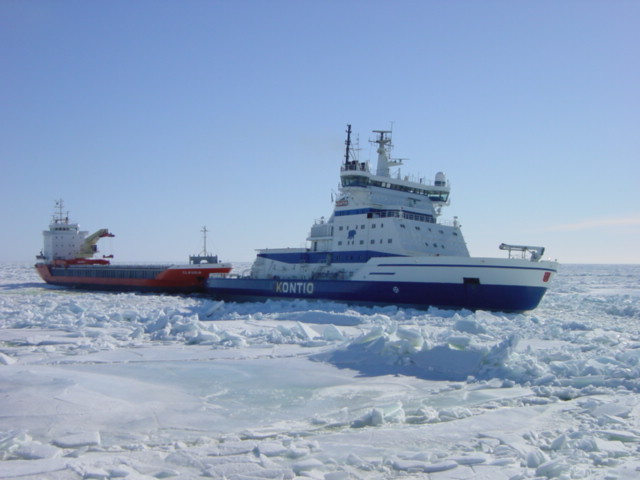
Tàu phá băng Kontio bị mắc kẹt trong băng trôi khi kéo một tàu chở hàng gặp nạn ở vùng biển phía bắc Baltic
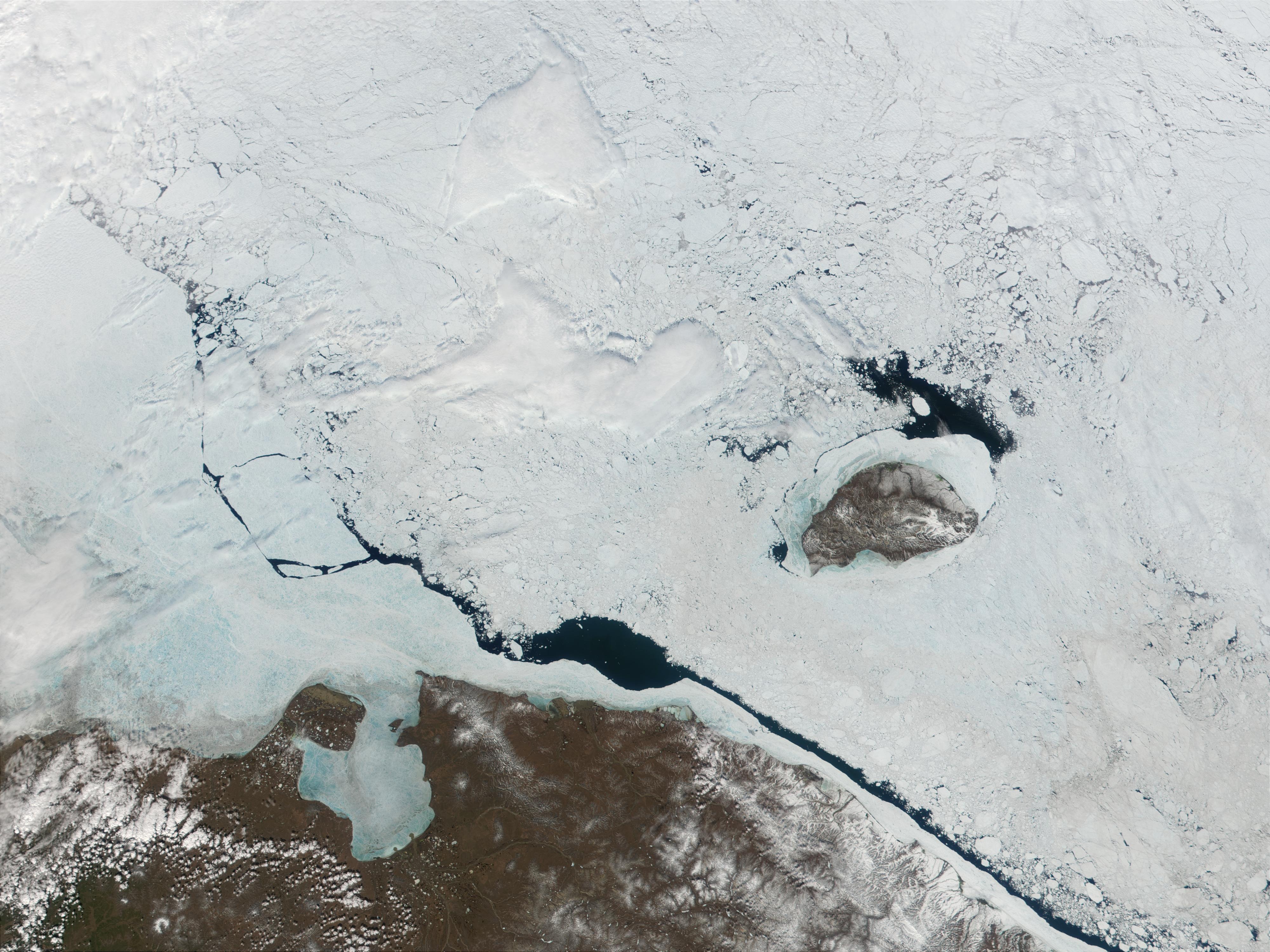
Hình ảnh vệ tinh băng trôi ở Bắc Băng Dương, quanh đảo Wrangel